# Premierminister Vietnams
Der Premierminister der Sozialistischen Republik Vietnam ist der Regierungschef Vietnams (vietnamesisch: Thủ tướng) und steht nach dem Präsidenten Vietnams (Chủ tịch nước Cộng hòa xã hội chủ nghĩa Việt Nam) protokollarisch an zweiter Stelle. Er steht der vietnamesischen Zentralregierung (Chính phủ) vor.
Bis 1976 war Vietnam in Norden und Süden geteilt. Beide Teile hatten daher eigene Regierungschefs.

## Politische Stellung
Die Nationalversammlung wählt den Staatspräsidenten und bestätigt auf dessen Vorschlag den Premierminister und die Regierung (Exekutive). Vietnam wird hauptsächlich von einem Kollegium aus drei Personen geführt, welches aus dem Generalsekretär der Kommunistischen Partei Vietnams, dem Premierminister und dem Staatspräsidenten besteht. Alle drei sind Parteifunktionäre der Kommunistischen Partei und treffen ihre Entscheidungen in der Regel einstimmig. Der Premierminister als Regierungschef gilt nach dem Generalsekretär als de facto zweiter Mann im Staate, während die Funktionen des Präsidenten zu einem großen Teil repräsentativer Natur sind.
Der Premierminister ist Regierungschef und steht der vietnamesischen Zentralregierung (Chính phủ) vor, die 18 Ministerien (Bộ) umfasst. Neben dem Premierminister gibt es fünf stellvertretende Premierminister (Phó Thủ tướng). Jedes Ministerium wird von einem Minister (Bộ trưởng) geleitet:
- Ministerium für Auswärtige Angelegenheiten (Bộ Ngoại giao)
- Verteidigungsministerium (Bộ Quốc phòng)
- Ministerium für öffentliche Sicherheit (Bộ Công an)
- Ministerium für Innere Angelegenheiten (Bộ Nội vụ)
- Justizministerium (Bộ Tư pháp)
- Finanzministerium (Bộ Tài chính)
- Ministerium für Industrie und Handel (Bộ Công thương)
- Ministerium für Planung und Investitionen (Bộ Kế hoạch và Đầu tư)
- Ministerium für Landwirtschaft und ländliche Entwicklung (Bộ Nông nghiệp và Phát triển Nông thôn)
- Bauministerium (Bộ Xây dựng)
- Ministerium für Verkehr (Bộ Giao thông Vận tải)
- Ministerium für Bildung und Ausbildung (Bộ Giáo dục và Đào tạo)
- Ministerium für Wissenschaft und Technologie (Bộ Khoa học và Công nghệ)
- Ministerium für natürliche Ressourcen und Umwelt (Bộ Tài nguyên và Môi trường)
- Ministerium für Information und Kommunikation (Bộ Thông tin và Truyền thông)
- Ministerium für Gesundheit (Bộ Y tế)
- Ministerium für Arbeit, Invalide und soziale Angelegenheiten (Bộ Lao động - Thương binh và Xã hội)
- Ministerium für Kultur, Sport und Tourismus (Bộ Văn hóa, Thể thao và Du lịch)

Daneben gibt es vier  Behörden auf Ministerialebene:
- das Büro des Premierministers (Văn phòng Chính phủ), geleitet von einem Direktor (Chủ nhiệm)
- das Regierungsinspektorat (Thanh tra Chính phủ), geleitet von einem Generalinspektor (Tổng Thanh tra)
- die Staatsbank von Vietnam (Ngân hàng Nhà nước Việt Nam), geleitet von einem Gouverneur (Thống đốc)
- das Komitee für Angelegenheiten ethnischer Minderheiten (Ủy ban Dân tộc), geleitet von einem Direktor (Chủ nhiệm)

## Liste der Premierminister Vietnams

### Nordvietnam
Premierminister der Sozialistischen Republik Vietnam (=Nordvietnam)
- Hồ Chí Minh, 1945 bis 1955
- Phạm Văn Đồng, 1955 bis 1976

### Südvietnam
Autonome Republik Cochinchina,  1946 bis 1948
- Nguyễn Văn Thinh, 1946

- Lê Văn Hoạch, 1946 bis 1947

- Nguyễn Văn Xuân, 1947 bis 1948

 Provisorische Zentralregierung  (=Südvietnam), 1948 bis 1949
- Nguyễn Văn Xuân, 1948 bis 1949

 Staat Vietnam (=Südvietnam) (1949–1955)
- Bảo Đại, 1949 bis 1950
- Nguyễn Phan Long, 1950
- Trần Văn Hữu, 1951 bis 1952
- Nguyễn Văn Tâm, 1952 bis 1953
- Nguyễn Phúc Bửu Lộc, 1953 bis 1954
- Phan Huy Quát, 1954
- Ngô Đình Diệm, 1954 bis 1955

 Republik Vietnam (=Südvietnam), 1955 bis 1975
- kein Premierminister, 1955 bis 1963
- Nguyễn Ngọc Thơ, 1963 bis 1964
- Nguyễn Khánh, 1964
- Nguyễn Xuân Oánh, 1964
- Nguyễn Khánh, 1964
- Trần Văn Hương, 1964 bis 1965
- Nguyễn Xuân Oánh, 1965
- Phan Huy Quát, 1965
- Nguyễn Cao Kỳ, 1965 bis 1967
- Nguyễn Văn Lộc, 1967 bis 1968
- Trần Văn Hương, 1968 bis 1969
- Trần Thiện Khiêm, 1969 bis 1975
- Nguyễn Bá Cẩn, 1975
- Vũ Văn Mẫu, 1975

 Provisorische Revolutionäre Regierung Südvietnams, 1975 bis 1976
- Nguyễn Hữu Thọ, 1975 bis 1976

### Premierminister des vereinigten Vietnams
Premierminister der Sozialistischen Republik Vietnam
- Phạm Văn Đồng, 1976 bis 1987

- Phạm Hùng, 1987 bis 1988
- Võ Văn Kiệt, 1988
- Đỗ Mười, 1988 bis 1991
- Võ Văn Kiệt, 1991 bis 1997
- Phan Văn Khải, 1997 bis 2006
- Nguyễn Tấn Dũng, 2006 bis 2016
- Nguyễn Xuân Phúc, 2016 bis 2021
- Phạm Minh Chính, seit 2021